# Јонас Анелев
Јонас Анелев (швед. Jonas Ahnelöv; рођен 11. децембра 1987. у Худингеу, Шведска) професионални је шведски хокејаш на леду који игра на позицији одбрамбеног играча.
Тренутно наступа у шведској СХЛ лиги за екипу МОДО хокеја из Ерншелдсвика.
Са сениорском репрезентацијом Шведске освојио је бронзану медаљу на Светском првенству 2014. у Минску.

## Клупска каријера
Анелов је играчку каријеру започео у омладинским селекцијама екипе Худинге из јужних предграђа Стокхолма, а прве професионалне наступе забележио је у дресу Фрелунде током сезоне 2005/06. када је одиграо 15 утакмица. По окнчању те сезоне учествовао је на улазном драфту НХЛ лиге где га је у трећој рунди као 88. пика одабрала екипа Финикс Којотси.
Након драфта враћа се у Шведску, и наредне две сезоне наступа у дресу Фрелунде, да би потом, у мају 2008. потписао трогодишњи уговор са Којотсима. Сезону 2008/09. започео је у редовима филијале Којотса, Сан Антонио Ремпејџа у АХЛ лиги, тима у чијем дресу је на крају одрадио цео уговор са Којотсима.
По окончању уговора са америчким тимом поново се враћа у Шведску где потписује двогодишњи уговор са елит лигашем Модо хокејом. Након две сезоне у којима је његов тим оба пута елиминисан у четврфиналу плејофа (од Шелефтеа са 2:4 2012. и Ферјестада са 1:4 2013), Анелов се враћа у клуб у којем је и почео сениорску каријеру, Фрелунду са којим је потписао једногодишњи уговор.
Крајем априла 2014. поново се враћа у редове Модо хокеја, а због операције рамена паузира до средине новембра.

## Репрезентативна каријера
Иако је у млађим данима у више наврата наступао за млађе репрезентативне селекције Шведске на бројним турнирима, само једном је заиграо на великом такмичењу, и то на светском првенству за играче до 20 година 2007. године. Шведска је на том турниру освојила 4. место, а Анелов је у 7 одиграних утакмица остварио скроман учинак од тек једне асистенције.
Први велики наступ за сениорску репрезентацију остварио је на СП 2014. у Минску где је његова екипа освојила бронзану медаљу. Анелов је на турниру у игру улазио тек у 3 утакмице и није остварио неки запаженији статистички учинак.